# Jean-Luc Dehaene
Jean Luc Joseph Marie Dehaene, född 7 augusti 1940 i Montpellier, Frankrike, död 15 maj 2014 i Quimper, Frankrike, var en belgisk (flamländsk kristdemokrat) politiker och statsman som företrädde Christen-Democratisch en Vlaams (CD&V). Han var premiärminister och regeringschef under två perioder, 1992–1995 och 1995–1999. Han var ledamot av Europaparlamentet och borgmästare.
Dehaene föddes i Frankrike när hans föräldrar flydde undan tyska trupper efter Nazitysklands angrepp mot Benelux-länderna. Han började sin politiska bana som anställd i den kristligt-sociala fackföreningsrörelsen Algemeen Christelijk Werknemersverbond (ACW) som var nära knuten till Christelijke Volkspartij- Parti Social Chrétien (CVP-PSC), ett parti som var en föregångare till nuvarande (CD&V). 1981 blev han social- och kommunikationsminister med särskilt ansvar för institutionella frågor, fram till 1988, när Dehaene kom att bli vice premiärminister i Wilfried Martens regering och majoritetsledare i Deputerade, (parlamentets andra kammare), tillsammans med fortsatt ansvar för kommunikationer och institutionella reformer i den federala regeringen. Dehaene ansågs vara en stark förespråkare för skapandet av ett federalt Europa och av EU.

## Dehaene I (1992–1995)
1992, efter att både Guy Verhofstadt och Melchior Wathelet misslyckades att bilda regering, lyckades Dehaene att bilda en koalitionsregering med kristdemokrater och socialdemokrater. Denna regering kom att bli en av Belgiens mest betydelsefulla regeringar, på grund av den framgångsrikt förändrade Belgien till en federalstat. En stor del av ansvaret för utbildning, sociala frågor, arbetsmarknad och utbildning fördes ner på regionerna. I mars 1993, erbjöd Dehaene kungen att lämna in sin avskedsansökan på grund av olika uppfattningar mellan partierna om statsbudgeten, men övertalades att stanna kvar på sin post. En vecka senare övervann regeringen sina inre motsättningar. Efter kung Baudouin I död 1993, upprätthöll hans regering kungliga uppdrag till Prins Albert var krönt till Albert II  nio dagar senare.
1994 gav Dehaene order om att belgiska fredsbevarande trupper skulle dras tillbaka från Rwanda. Beslutet blev mycket omdiskuterat och har ansetts skapa förutsättningar för massakern av folkgruppen tutsier. Dehaene motiverade sitt beslut inför parlamentets utfrågning med omvärldens ointresse för att lösa landets politiska och sociala kris, att EU, FN och Afrikanska unionen inte kunde enas om styrkans mandat eller finansiering, och att soldater som utlovats från bl.a. Frankrike och Tyskland inte kom på plats. Enligt Dehaenes uppfattning var det dessutom inte möjligt för Belgien, i egenskap av landets tidigare kolonialmakt, att agera på egen hand. I efterhand har Frankrike, genom dåvarande president François Mitterrand, erkänt att man försåg den andra folkgruppen, hutuer, med vapen.
Dehaene var favorit till att efterträda Jacques Delors som ordförande för EU-kommissionen. Men under toppmötet på Korfu 1995 lämnade John Major, konservativ primärminister, in ett veto, trots att övriga 11 medlemsländer var för Dehaene. Den brittiska regeringen motiverade sitt beslut med sitt motstånd mot Dehaene på grund av hans alltför federalistiska hållning och vad som man allmänt ansåg vara ett försök från Frankrike och Tyskland att ta makten inom EU. Under de förhandlingar som följde av britternas veto, utsågs Jacques Santer, premiärminister i Luxemburg, till kommissionens nya ordförande.

## Dehaene II (1995–1999)
Hans andra regering bestod också av kristdemokrater och socialdemokrater. Trots inre motsättningar och fler kriser - den mest kända var Dutroux-skandalen - lyckades regeringen att genomdriva flera nya reformer och ny lagstiftning bl.a. inom arbetsmarknad, miljö och utbildning. Några veckor innan valet 1999 kom Galna kosjukan tillsammans med en avslöjad skandal med uppfödning av Belgisk Blå-kreatur att dominera valrörelsen, vilket gjorde att regeringspartierna gick tillbaka och förlorade många mandat.

## Efter1999
Efter valet formade liberalen Guy Verhofstadt en regering tillsammans med socialister och de Gröna, den första belgiska regeringen utan kristdemokrater sedan 1958. Dehaene stannade kvar som senator till 2001, när man blev borgmästare i sin hemstad Vilvoorde, nära Bryssel.
2002 nominerade Verhofstadt, till stor förvåning, Dehaene som Belgiens kandidat till Europeiska konventet för EU:s framtid. Förslaget vann gehör hos övriga medlemsländer och 2003 blev Dehaene utsedd till vice ordförande.
För att stödja sitt parti, (CD&V), kandiderade Dehaene ytterligare en gång till parlamentet i valrörelsen 2003, men det var klart att han inte hade något intresse av att bli premiärminister en tredje gång, hans namn stod sist på partiets lista. I juni 2004, blev Dehaene invald som ledamot av Europaparlamentet. Han återvaldes 2009.
Efter valet 2007 blev Dehaene utnämnd av parlamentet, på förslag av kungen, till en av tre riksmedlare för att lösa en långvarig regeringskris och för att finna nya lösningar på motsättningar mellan landets tre befolkningsgrupper valloner, flamländare och tyskspråkiga.

## Utmärkelser
- Hedersdoktor vid Katholieke Universiteit Leuven,  1995[6]
- Hedersdoktor vid Katholieke Universiteit Leuven,  2000[6]
- Storkors av Kronorden,  1 februari 2001[7][6]
- Storkorset av Ekkronans orden
- Storkorset av Henrik Sjöfararens orden[8]
- Storofficer av Oranien-Nassauorden
- Förbundsrepubliken Tysklands förtjänstorden - storkors
- Vlerickpriset
- Uruguays medalj

[Redigera Wikidata]